# 大飛進
大飛 進（だいひ すすむ、1952年10月16日 - ）は、愛知県名古屋市港区出身で大山部屋に所属した元大相撲力士。本名は小椋 進（おぐら すすむ）。現役時代の体格は184cm、128kg。最高位は東前頭2枚目（1977年5月場所）。得意手は左四つ、上手投げ。

## 来歴
名古屋市立港南中学校での恩師が縁となり、熱心な勧誘の末、中学卒業と同時に元大関・松登が率いる大山部屋に入門。1968年3月場所にて、15歳で初土俵を踏んだ。一時期本名から四股名を剱岳に変えていたことがあったが『剱』が「折れるもの」という意に通じることから縁起の悪さを感じて大登に変えた。これは大山部屋の「大」と師匠の現役時代の四股名「松登」の登から付けたものである。
なお、所属していた大山部屋は稽古土俵がなく、入門から数年間は本人を含め部屋所属の力士が2～3名で推移していた期間が長く慢性的に稽古相手が不足していたため、同じ高砂一門の高砂部屋に連日通って稽古を積んだ。その甲斐もあり着実に番付を上げ、1974年7月場所で十両に昇進した。
だが1場所で幕下に陥落し、1年以上幕下上位で苦労したが1975年11月場所にて十両に復帰すると以後はその地位に定着し、1977年1月場所で新入幕を果たした。
四つになってからの右上手投げが得意で、一時は、幕内上位まで番付を上げた。
しかし、痛風を患ってからは精彩を欠く相撲が多くなり、やがて十両に陥落。更には右大腿部の故障により、1978年9月場所では幕下に陥落し、低迷した。同場所から四股名を「大飛」に改めた。
1979年7月場所で十両に復帰すると徐々に体調が回復し、1981年11月場所では、実に25場所ぶりとなる再入幕を果たした。しかし、この時も幕内に定着すること無く、僅か2場所で十両に陥落した。十両に陥落するまでの間に、一門の横綱である千代の富士の露払いを務めたことがある。
以降は再々入幕を目指して相撲を取り続けたが、左大腿部を故障し、再度幕下まで落ちた。1983年5月場所後、現役を引退し、年寄・山響を襲名。以後は暫く、大山部屋付きの親方として、後進の指導に当たった。
その後、1986年4月に師匠の大山親方（元・松登）が急逝したため、急遽大山部屋を継承した。しかし、部屋運営のための資金が不足していたこともあり、同年5月30日を最後に大山部屋の経営を断念。間もなく、弟子達と共に一門の本家である高砂部屋に転属となった。
更に、2011年12月27日には東関部屋へ、2020年2月1日には八角部屋へ転籍した。
真面目な性格が買われ、協会内では引退後29年間相撲教習所に所属し、相撲教習所の教頭格の存在となった。竹縄（元幕内・鳴門海）や相撲教習所講師で民俗学者の桜井徳太郎から色々と学んで教習所の教官としての見識を深めた。また、決まり手係を務め、2001年1月場所から12手加えられ82手となった決まり手の整理・命名を中心となって取り纏めた。江戸時代から続く歴史書を決まり手を増やす根拠にして、時津風理事長（元大関・豊山）の理事長室にしつこく通って直訴を繰り返した結果、決まり手が82手に増えた。さらに2005年には「相撲健康体操」を発案し、女性を含め広く相撲の基本動作の普及に励んでいる。
2012年1月の日本相撲協会役員選挙で、副理事に初当選。同年2月1日の職掌任命で、巡業部副部長、警備本部副部長に就任した。巡業副部長としては、長年の教習所での経験と豊富な知識を存分に生かした相撲講座を巡業先で行ったほか、初切の指導も積極的に行った。2014年に任期満了で副理事を退任したことから、同年4月3日の職務分掌では巡業部の委員に降格したが、先発業務などを担当する他の巡業部委員とは異なり、全ての巡業に帯同して生活指導とファン対象の相撲講座を行った。
2017年10月に停年を迎え、再雇用で参与となった。2018年3月の新分掌から、不祥事根絶を目的とした職務である礼儀作法指導係を務めた。2022年8月31日、再雇用の任期満了まで2か月を残して日本相撲協会を退職した。

## エピソード
前述の通り、大山部屋を継承した時には部屋運営のための資金が不足しており、先代の葬儀費用にも事欠く有様であった。小部屋の経営難を象徴する事例として、当時、メディアでも取り上げられた。残された少ない弟子達とともに手作りの葬儀で師匠を送り、先代の遺族や後援者に大変感謝されたと伝えられている。大山部屋の閉鎖については、高砂部屋への配慮からあまり語ることはなかったが、後年「部屋を残せなかったことは返す返すも残念で、師匠に申し訳なかった」と述懐している。
2010年2月1日に投開票された日本相撲協会理事選挙では選挙管理委員長を務め、投票方法の透明性を高めることに力を注いだ。それまでは投票箱と立会人の距離が非常に近かったため、誰に投票したか分かってしまう状況だったが、この距離を10メートルほど遠ざけ、また投票の様子を報道陣に公開した。このことが、一門を離脱し単独で立候補した貴乃花光司が、不利と思われた事前の予想を覆し当選したことにつながったとする見方もある。
角界随一の知識人としても知られ、協会主催の「相撲寺子屋」の講師を長年つとめていた。特に相撲文化史に造詣が深く、過去には横綱・白鵬の綱先の「曲がりっぷり」を指摘した。以前の横綱の写真を携え白鵬に直接説明し、事情を理解した白鵬はただちに元来の「まっすぐに伸びた綱」に改めている。
大山の研究によると、奈良・平安時代の文献には「神」と「相撲」が深いかかわりを持っていることが明らかである。大山はまた、なまはげが家に入るときに大きな足踏みをすることと四股には悪霊払いの意味が共通してあり、相撲よりも四股の方が成り立ちが早いと考察している。塵を切る所作に「武器は持っていません」という意味があるのは、これは後からついた話であるということも知っている。

## 主な成績・記録
- 通算成績：475勝468敗5休 勝率.504
- 幕内成績：44勝60敗1休 勝率.423
- 現役在位：91場所
- 幕内在位：7場所
- 各段優勝
  - 三段目優勝：1回（1972年9月場所）

### 場所別成績
| | 一月場所 初場所（東京） | 三月場所 春場所（大阪） | 五月場所 夏場所（東京） | 七月場所 名古屋場所（愛知） | 九月場所 秋場所（東京） | 十一月場所 九州場所（福岡） |
| --- | ----------------------- | ----------------------- | ----------------------- | --------------------------- | ----------------------- | --------------------------- |
| 1968年 （昭和43年） | x                       | （前相撲）              | 東序ノ口12枚目 4–3      | 西序二段88枚目 4–3          | 西序二段60枚目 3–4      | 西序二段63枚目 4–3          |
| 1969年 （昭和44年） | 西序二段46枚目 3–4      | 西序二段52枚目 4–3      | 西序二段33枚目 4–3      | 西序二段10枚目 3–4          | 西序二段19枚目 5–2      | 西三段目85枚目 2–5          |
| 1970年 （昭和45年） | 東序二段8枚目 5–2       | 東三段目67枚目 4–3      | 西三段目49枚目 4–3      | 西三段目30枚目 2–5          | 東三段目50枚目 4–3      | 東三段目39枚目 3–4          |
| 1971年 （昭和46年） | 西三段目47枚目 4–3      | 西三段目35枚目 3–4      | 東三段目45枚目 5–2      | 西三段目18枚目 4–3          | 東三段目8枚目 2–5       | 東三段目30枚目 4–3          |
| 1972年 （昭和47年） | 西三段目17枚目 3–4      | 東三段目29枚目 5–2      | 西三段目6枚目 3–4       | 西三段目12枚目 4–3          | 東三段目5枚目 優勝 7–0  | 西幕下23枚目 3–4            |
| 1973年 （昭和48年） | 東幕下29枚目 2–5        | 東幕下49枚目 4–3        | 西幕下43枚目 3–4        | 東幕下56枚目 5–2            | 西幕下35枚目 5–2        | 東幕下20枚目 3–4            |
| 1974年 （昭和49年） | 東幕下28枚目 5–2        | 西幕下15枚目 5–2        | 西幕下4枚目 6–1         | 西十両12枚目 6–9            | 東幕下2枚目 3–4         | 西幕下5枚目 3–4             |
| 1975年 （昭和50年） | 東幕下10枚目 4–3        | 東幕下7枚目 3–4         | 西幕下11枚目 5–2        | 西幕下3枚目 5–2             | 東幕下筆頭 4–3          | 西十両13枚目 8–7            |
| 1976年 （昭和51年） | 東十両10枚目 7–8        | 東十両12枚目 8–7        | 西十両9枚目 8–7         | 東十両6枚目 7–8             | 東十両9枚目 7–7         | 東十両4枚目 10–5            |
| 1977年 （昭和52年） | 西前頭12枚目 8–7        | 東前頭8枚目 9–6         | 東前頭2枚目 2–13        | 東前頭12枚目 9–6            | 東前頭8枚目 4–10–1      | 西十両筆頭 6–9              |
| 1978年 （昭和53年） | 西十両3枚目 7–8         | 西十両6枚目 8–7         | 東十両5枚目 6–9         | 西十両8枚目 2–11–2          | 西幕下10枚目 3–4        | 東幕下17枚目 5–2            |
| 1979年 （昭和54年） | 西幕下8枚目 3–4         | 西幕下14枚目 6–1        | 東幕下2枚目 5–2         | 東十両8枚目 7–8             | 東十両9枚目 8–7         | 西十両7枚目 6–9             |
| 1980年 （昭和55年） | 西十両10枚目 8–7        | 西十両8枚目 6–9         | 西十両12枚目 8–7        | 西十両10枚目 9–6            | 東十両5枚目 7–8         | 西十両6枚目 6–7–2           |
| 1981年 （昭和56年） | 西十両8枚目 8–7         | 東十両4枚目 4–11        | 西十両11枚目 9–6        | 西十両5枚目 8–7             | 西十両3枚目 10–5        | 東前頭12枚目 7–8            |
| 1982年 （昭和57年） | 西前頭14枚目 5–10       | 西十両2枚目 6–9         | 東十両7枚目 7–8         | 西十両7枚目 6–9             | 東十両11枚目 7–8        | 西幕下筆頭 2–5              |
| 1983年 （昭和58年） | 西幕下14枚目 4–3        | 東幕下11枚目 2–5        | 西幕下32枚目 引退 3–4–0 | x                           | x                       | x                           |
| 各欄の数字は、「勝ち-負け-休場」を示す。 優勝 引退 休場 十両 幕下 三賞：敢=敢闘賞、殊=殊勲賞、技=技能賞 その他：★=金星 番付階級：幕内 - 十両 - 幕下 - 三段目 - 序二段 - 序ノ口 幕内序列：横綱 - 大関 - 関脇 - 小結 - 前頭（「#数字」は各位内の序列） |                         |                         |                         |                             |                         |                             |

### 幕内対戦成績
| 力士名   | 勝数 | 負数 | 力士名 | 勝数 | 負数 | 力士名 | 勝数 | 負数 | 力士名 | 勝数 | 負数 |
| -------- | ---- | ---- | ------ | ---- | ---- | ------ | ---- | ---- | ------ | ---- | ---- |
| 青葉城   | 2    | 3    | 青葉山 | 1    | 2    | 天ノ山 | 0    | 1    | 荒勢   | 0    | 1    |
| 岩下     | 1    | 0    | 大潮   | 3    | 0    | 大錦   | 0    | 1    | 大ノ海 | 1    | 0    |
| 魁輝     | 1    | 4    | 魁傑   | 0    | 1    | 北瀬海 | 1    | 1    | 麒麟児 | 0    | 3    |
| 蔵間     | 0    | 2    | 黒瀬川 | 0    | 1    | 黒姫山 | 1    | 1    | 高望山 | 1    | 1    |
| 琴風     | 1    | 1    | 琴ヶ嶽 | 2    | 1    | 琴千歳 | 0    | 1    | 神幸   | 0    | 1    |
| 大旺     | 0    | 2    | 大豪   | 2    | 0    | 大受   | 0    | 1    | 隆ノ里 | 1    | 2    |
| 貴ノ花   | 0    | 1    | 高見山 | 0    | 1    | 玉輝山 | 1    | 2    | 千代櫻 | 1    | 2    |
| 闘竜     | 0    | 1    | 栃東   | 1(1) | 0    | 栃光   | 0    | 1    | 白竜山 | 0    | 1    |
| 羽黒岩   | 0    | 3    | 蜂矢   | 1    | 0    | 播竜山 | 4    | 1    | 富士櫻 | 0    | 1(1) |
| 双津竜   | 1    | 0    | 鳳凰   | 1    | 0    | 増位山 | 1    | 1    | 舛田山 | 2    | 2    |
| 三重ノ海 | 0    | 1    | 豊山   | 1    | 1    | 若獅子 | 0    | 4    | 若ノ海 | 1    | 0    |
| 輪島     | 0    | 1    | 鷲羽山 | 1    | 0    |        |      |      |        |      |      |

## 改名歴
- 小椋 進（おぐら すすむ）1968年5月場所-1969年5月場所
- 剱岳 進（つるぎだけ -）1969年7月場所-1972年1月場所
- 大登 進（おおのぼり -）1972年3月場所-1978年1月場所
- 大登 征行（- まさゆき）1978年3月場所-1978年7月場所
- 大飛 進（だいひ すすむ）1978年9月場所-1983年5月場所

## 年寄変遷
- 山響 進（やまひびき すすむ）1983年5月-1986年4月
- 大山 進（おおやま -）1986年4月-2022年8月